# Kosmos 2297
Kosmos 2297, ruski ELINT (radioelektronsko izviđanje) satelit iz programa Kosmos. Vrste je Celina-2.
Lansiran je 24. studenoga 1994. godine u 09:15 s kozmodroma Bajkonura (Tjuratama) u Kazahstanu. Lansiran je u nisku orbitu oko planeta Zemlje raketom nosačem Zenit-2 11K77. Orbita mu je 848 km u perigeju i 854 km u apogeju. Orbitna inklinacija mu je 71,00°. Spacetrackov kataloški broj je 23404. COSPARova oznaka je 1994-077-A. Zemlju obilazi u 101,95 minuta. Pri lansiranju bio je mase 6000 kg. 
Raspadanjem je nekoliko komada završilo u opadajućoj orbiti, dok su neki još u orbiti. Prvi je bio u brzom raspadu u orbiti od 828 km u perigeju i 850 km u apogeju. Orbitna inklinacija mu je bila 71,00°. Spacetrackov kataloški broj je 23417. COSPARova oznaka je 1994-077-H. Zemlju je obilazio u 101,70 minuta. U atmosferu se vratio 15. veljače 2001. godine.
Drugi je u sporom raspadu u orbiti od 817 km u perigeju i 931 km u apogeju. Orbitna inklinacija mu je 71,01°. Spacetrackov kataloški broj je 23418. COSPARova oznaka je 1994-077-J. Zemlju obilazi u 102,43 minute. 
Treći je bio u brzom raspadu u orbiti od 839 km u perigeju i 847 km u apogeju. Orbitna inklinacija mu je bila 71,00°. Spacetrackov kataloški broj je 23419. COSPARova oznaka je 1994-077-K. Zemlju je obilazio u 101,78 minuta. U atmosferu se vratio 15. veljače 2001. godine.
Četvrti je bio u brzom raspadu u orbiti od 639 km u perigeju i 664 km u apogeju. Orbitna inklinacija mu je bila 70,97°. Spacetrackov kataloški broj je 26966. COSPARova oznaka je 1994-077-L. Zemlju je obilazio u 97,75 minuta. U atmosferu se vratio 4. siječnja 2002. godine.
Peti je u sporom raspadu u orbiti od 698 km u perigeju i 818 km u apogeju. Orbitna inklinacija mu je 70,98°. Spacetrackov kataloški broj je 27760. COSPARova oznaka je 1994-077-M. Zemlju obilazi u 100,00 minuta. 

## Vanjske poveznice
- N2YO.com Search Satellite Database
- Celes Trak SATCAT Format Documentation (engl.)
- Kunstman  Arhivirana inačica izvorne stranice od 12. kolovoza 2019. (Wayback Machine) Satellites in Orbit (engl.)